# Rândunică de mangrove
Rândunica de mangrove (Tachycineta albilinea) este o specie de pasăre din familia Hirundinidae, care se reproduce în regiunile de coastă din Mexic prin America Centrală până în Panama.

## Taxonomie și etimologie
Rândunica de mangrove a fost descrisă oficial în 1863 ca Petrochelidon albilinea de către ornitologul amator american George Newbold Lawrence. Genul său actual, Tachycineta, a fost descris inițial în 1850 de ornitologul german Jean Cabanis. Numele binomial provine din greaca veche. Tachycineta vine din takhukinetos, „a se mișca repede”, iar albilinea provine din latinescul albus , „alb”, și linea , „linie”.

## Descriere

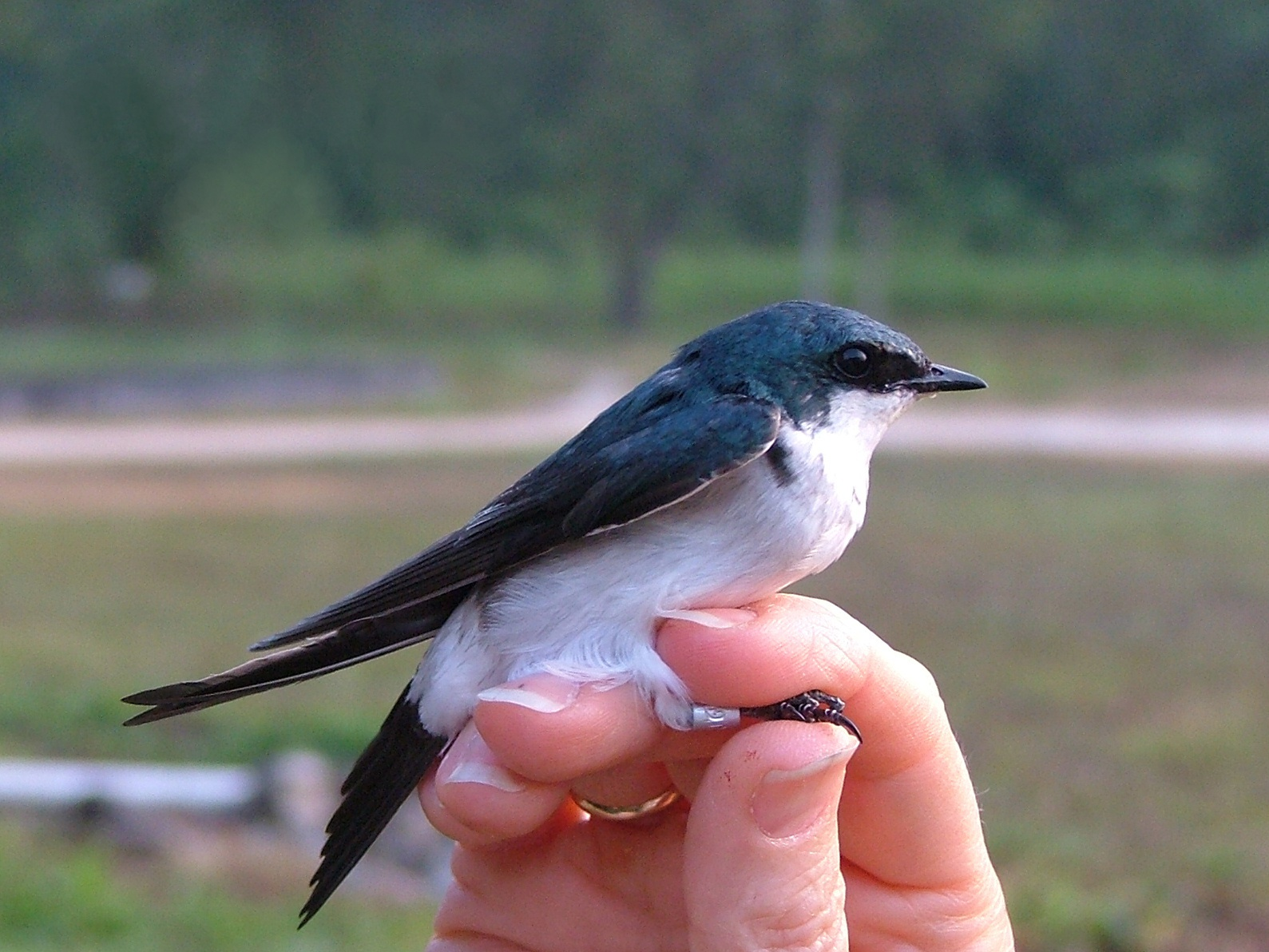
Tachycineta albilinea

O rândunică relativ mică, rândunica de mangrove are o lungime de 11–12 centimetri și cântărește aproximativ 14 grame. Ciocul este mic și negru, lung de aproximativ 11 milimetri. Rândunica de mangrove adultă are partea superioară irizată de culoare verde-albăstruie, părțile inferioare și trunchiul albe, iar coada și pene de zbor negricioase. Are o dungă albă subțire care merge de la cioc până la vârful ochiului. 
Irisul este de un maro închis, iar culoarea tarsului și a degetelor de la picioare variază de la negru la maro. Coada adultului este doar ușor bifurcată. Sexele sunt similare, deși diferă ușor ca mărime. În comparație cu masculul, femela are o coadă puțin mai lungă, aripi puțin mai scurte și culori mai șterse decât masculul. Păsările juvenile sunt gri-maronii deasupra și alb spălăcit dedesubt. Ocazional, părțile superioare ale puiului au un luciu subtil, verzui.